# A Gyilkos a házban epizódjainak listája
Az alábbi szócikk a Gyilkos a házban című 2021-es televíziós sorozat epizódjait sorolja fel.

## Évados áttekintés
| Évad | Évad | Epizódok | Eredeti sugárzás    | Eredeti sugárzás    | Magyar sugárzás     | Magyar sugárzás     |
| Évad | Évad | Epizódok | Évadpremier         | Évadfinálé          | Évadpremier         | Évadfinálé          |
| ---- | ---- | -------- | ------------------- | ------------------- | ------------------- | ------------------- |
|      | 1    | 10       | 2021. augusztus 31. | 2021. október 19.   | 2022. június 14.    | 2022. június 14.    |
|      | 2    | 10       | 2022. június 28.    | 2022. augusztus 23. | 2022. június 28.    | 2022. augusztus 23. |
|      | 3    | 10       | 2023. augusztus 8.  | 2023. október 3.    | 2023. augusztus 8.  | 2023. október 3.    |
|      | 4    | 10       | 2024. augusztus 27. | 2024. október 29.   | 2024. augusztus 27. | 2024. október 29.   |
|      | 5    | 10       | 2025. szeptember 9. | 2025. október 28.   | 2025. szeptember 9. | 2025. október 28.   |

## 1. évad (2021)
| Sor. | Év. | Cím                                                           | Rendező             | Író                                | Premier                               |
| ---- | --- | ------------------------------------------------------------- | ------------------- | ---------------------------------- | ------------------------------------- |
| 1.   | 1.  | True Crime (True Crime)                                       | Jamie Babbit        | Steve Martin és John Hoffman       | 2021. augusztus 31. 2022. június 14.  |
| 2.   | 2.  | Kicsoda Tim Kono? (Who Is Tim Kono?)                          | Jamie Babbit        | Kirker Butler                      | 2021. augusztus 31. 2022. június 14.  |
| 3.   | 3.  | Ismered a szomszédaid? (How Well Do You Know Your Neighbors?) | Gillian Robespierre | Ben Smith                          | 2021. augusztus 31. 2022. június 14   |
| 4.   | 4.  | A fullánk (The Sting)                                         | Gillian Robespierre | Kristin Newman                     | 2021. szeptember 7. 2022. június 14.  |
| 5.   | 5.  | A fordulat (Twist)                                            | Don Scardino        | Thembi L. Banks                    | 2021. szeptember 14. 2022. június 14. |
| 6.   | 6.  | Védeni és szolgálni (To Protect and Serve)                    | Don Scardino        | Madeleine George és Kim Rosenstock | 2021. szeptember 21. 2022. június 14. |
| 7.   | 7.  | A fiú a 6B-ből (The Boy from 6B)                              | Cherien Dabis       | Stephen Markley és Ben Philippe    | 2021. szeptember 28. 2022. június 14. |
| 8.   | 8.  | Fan Fiction (Fan Fiction)                                     | Cherien Dabis       | Matteo Borghese és Rob Turbovsky   | 2021. október 5. 2022. június 14.     |
| 9.   | 9.  | Dupla sebesség (Double Time)                                  | Jamie Babbit        | John Hoffman és Kristin Newman     | 2021. október 12. 2022. június 14.    |
| 10.  | 10. | Nyitva és zárva (Open and Shut)                               | Jamie Babbit        | John Hoffman és Rachel Burger      | 2021. október 19. 2022. június 14.    |

## 2. évad (2022)
| Sor. | Év. | Cím                                                      | Rendező       | Író                                            | Premier             |
| ---- | --- | -------------------------------------------------------- | ------------- | ---------------------------------------------- | ------------------- |
| 11.  | 1.  | Célszemélyek (Persons of Interest)                       | John Hoffman  | John Hoffman és Noah Levine                    | 2022. június 28.    |
| 12.  | 2.  | Bemártva (Framed)                                        | John Hoffman  | Kristin Newman                                 | 2022. június 28.    |
| 13.  | 3.  | Bunny Folger utolsó napja (The Last Day of Bunny Folger) | Jude Weng     | Ben Smith                                      | 2022. július 5.     |
| 14.  | 4.  | Ezt rátok iszom (Here's Looking At You)                  | Jude Weng     | Valentina Garza és Rachel Burger               | 2022. július 12.    |
| 15.  | 5.  | Az árulkodó jel (The Tell)                               | Cherien Dabis | Matteo Borghese és Rob Turbovsky               | 2022. július 19.    |
| 16.  | 6.  | Teljesítményértékelés (Performance Review)               | Cherien Dabis | Ben Smith és Joshua Allen Griffith             | 2022. július 26.    |
| 17.  | 7.  | Átfordítjuk a darabkákat (Flipping the Pieces)           | Chris Teague  | Stephen Markley és Ben Philippe                | 2022. augusztus 2.  |
| 18.  | 8.  | Szia, sötétség! (Hello Darkness)                         | Chris Teague  | Madeleine George                               | 2022. augusztus 9.  |
| 19.  | 9.  | Edzőpartner (Sparring Partners)                          | Jamie Babbit  | Kirker Butler                                  | 2022. augusztus 16. |
| 20.  | 10. | Tudom, ki tette (I Know Who Did It)                      | Jamie Babbit  | John Hoffman, Matteo Borghese és Rob Turbovsky | 2022. augusztus 23. |

## 3. évad (2023)
| Sor. | Év. | Cím                                       | Rendező                                | Író                                | Premier              |
| ---- | --- | ----------------------------------------- | -------------------------------------- | ---------------------------------- | -------------------- |
| 21.  | 1.  | A shownak… (The Show Must...)             | John Hoffman                           | John Hoffman és Sas E. Goldberg    | 2023. augusztus 8.   |
| 22.  | 2.  | A lüktetés nem áll meg (The Beat Goes On) | John Hoffman                           | Ben Smith és Joshua Allen Griffith | 2023. augusztus 8.   |
| 23.  | 3.  | Zsebkendőt elő! (Grab Your Hankies)       | Adam Shankman                          | Matteo Borghese                    | 2023. augusztus 15.  |
| 24.  | 4.  | A fehér szoba (The White Room)            | Adam Shankman                          | J. J. Philbin                      | 2023. augusztus 22.  |
| 25.  | 5.  | Ó, szerelem! (Ah, Love!)                  | Chris Koch                             | Tess Morris és Noah Levine         | 2023. augusztus 29.  |
| 26.  | 6.  | Szellemfény (Ghost Light)                 | Chris Koch                             | Madeleine George                   | 2023. szeptember 5.  |
| 27.  | 7.  | CoBro (CoBro)                             | Cherien Dabis                          | Ben Philippe és Jake Schnesel      | 2023. szeptember 12. |
| 28.  | 8.  | Összpróba (Sitzprobe)                     | Shari Springer Berman & Robert Pulcini | Pete Swanson & Siena Streiber      | 2023. szeptember 19. |
| 29.  | 9.  | Harminc (Thirty)                          | Cherien Dabis                          | Elaine Ko                          | 2023. szeptember 26. |
| 30.  | 10. | Premiernap (Opening Night)                | Jamie Babbit                           | John Hoffman és Ben Smith          | 2023. október 3.     |

## 4. évad (2024)
| Sor. | Év. | Cím                                                       | Rendező                                 | Író                                   | Premier              |
| ---- | --- | --------------------------------------------------------- | --------------------------------------- | ------------------------------------- | -------------------- |
| 31.  | 1.  | Volt egyszer egy Vadnyugat (Once Upon a Time in the West) | John Hoffman                            | John Hoffman és Joshua Allen Griffith | 2024. augusztus 27.  |
| 32.  | 2.  | A mennyország kapui (Gates of Heaven)                     | John Hoffman                            | Kristin Newman                        | 2024. szeptember 3.  |
| 33.  | 3.  | Ketten az úton (Two for the Road)                         | Chris Koch                              | Ben Smith és Pete Swanson             | 2024. szeptember 10. |
| 34.  | 4.  | A kaszkadőr (The Stunt Man)                               | Chris Koch                              | Madeleine George                      | 2024. szeptember 17. |
| 35.  | 5.  | Adaptáció (Adaptation)                                    | Jessica Yu                              | J. J. Philbin és Ella Robinson Brooks | 2024. szeptember 24. |
| 36.  | 6.  | Nagyítás (Blow-Up)                                        | Jessica Yu                              | Rick Wiener és Kenny Schwartz         | 2024. október 1.     |
| 37.  | 7.  | Babák völgye (Valley of the Dolls)                        | Shari Springer Berman és Robert Pulcini | Matteo Borghese és Rob Turbovsky      | 2024. október 8.     |
| 38.  | 8.  | Mentőcsónak (Lifeboat)                                    | Shari Springer Berman és Robert Pulcini | Kristin Newman és Jake Schnesel       | 2024. október 15.    |
| 39.  | 9.  | Menekülés a Klongo bolygóról (Escape From Planet Klongo)  | Jamie Babbit                            | Ben Smith és Alex Bigelow             | 2024. október 22.    |
| 40.  | 10. | Álljon meg a nászmenet! (My Best Friend's Wedding)        | Jamie Babbit                            | John Hoffman                          | 2024. október 29.    |

## 5. évad (2025)
| Sor. | Év. | Cím | Rendező      | Író                               | Premier              |
| ---- | --- | --- | ------------ | --------------------------------- | -------------------- |
| 41.  | 1.  | ?   |              | Ben Smith és Ella Robinson Brooks | 2025. szeptember 9.  |
| 42.  | 2.  | ?   |              | John Hoffman és Taylor Cox        | 2025. szeptember 9.  |
| 43.  | 3.  | ?   |              | Max Searle                        | 2025. szeptember 9.  |
| 44.  | 4.  | ?   |              | Kristin Newman                    | 2025. szeptember 16. |
| 45.  | 5.  | ?   |              | J. J. Philbin                     | 2025. szeptember 23. |
| 46.  | 6.  | ?   |              | John Enbom és Jake Schnesel       | 2025. szeptember 30. |
| 47.  | 7.  | ?   |              | Taylor Cox és Pete Swanson        | 2025. október 7.     |
| 48.  | 8.  | ?   |              | Kristin Newman és McKenna Thurber | 2025. október 14.    |
| 49.  | 9.  | ?   |              | Max Searle és Alex Bigelow        | 2025. október 21.    |
| 50.  | 10. | ?   | Jamie Babbit | J. J. Philbin és Ben Smith        | 2025. október 28.    |